# Mar del Plata

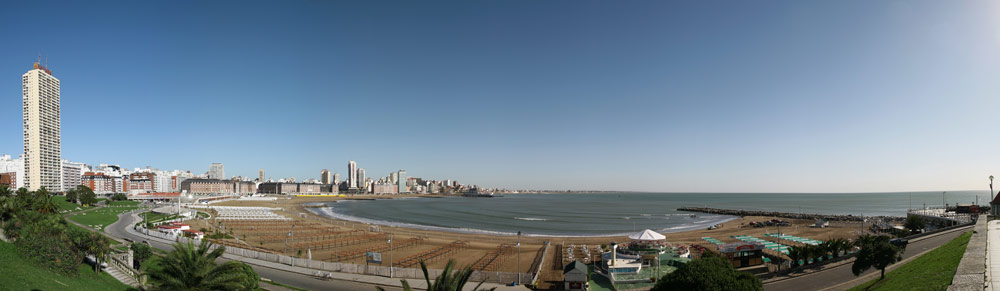
Panorama miasta Mar del Plata

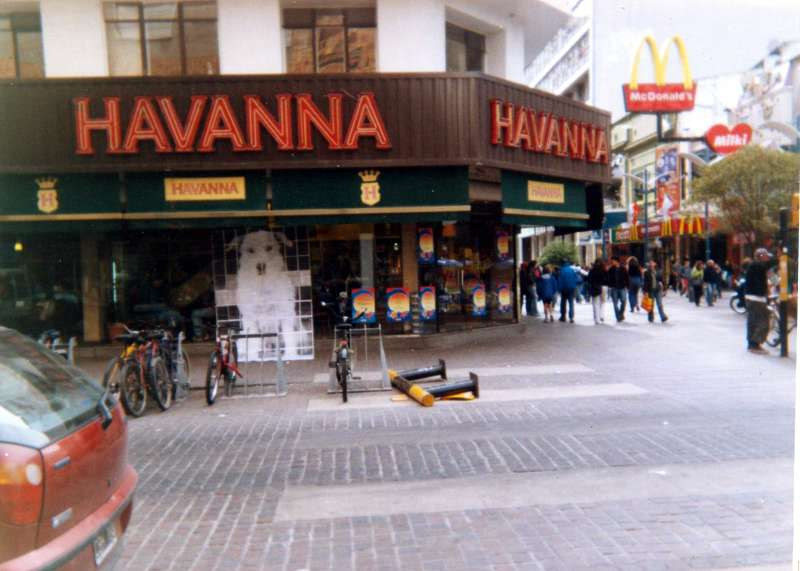
Ulica w Mar del Plata

Mar del Plata (Morze Platy lub Morze srebra)  – miasto we wschodniej Argentynie, w prowincji Buenos Aires, nad Oceanem Atlantyckim. Zamieszkuje je ponad 614 tys. mieszkańców (7. miejsce w Argentynie). Jest jednym z najważniejszych portów rybackich oraz kurortów morskich w kraju. Corocznie w mieście odbywa się także międzynarodowy festiwal filmowy.
Mar del Plata jest siedzibą  polskiego konsulatu honorowego.

## Sport
- Aldosivi Mar del Plata – klub piłkarski

Gospodarz finału Ligi Światowej siatkarzy w  1999 i 2013.
Od 1987 rozgrywany jest maraton w Mar del Plata.

## Gospodarka
W mieście rozwinął się przemysł spożywczy, papierniczy oraz obuwniczy.

## Miasta partnerskie
- Biarritz, Francja
- Fort Lauderdale, Stany Zjednoczone
- San Benedetto del Tronto, Włochy
- Bari, Włochy
- Cancún, Meksyk